# Liste der Bodendenkmäler in Thannhausen (Schwaben)
Auf dieser Seite sind die Bodendenkmäler in der schwäbischen Stadt Thannhausen zusammengestellt. Diese Tabelle ist eine Teilliste der Liste der Bodendenkmäler in Bayern. Grundlage ist die Bayerische Denkmalliste, die auf Basis des Bayerischen Denkmalschutzgesetzes vom 1. Oktober 1973 erstmals erstellt wurde und seither durch das Bayerische Landesamt für Denkmalpflege geführt wird. Die folgenden Angaben ersetzen nicht die rechtsverbindliche Auskunft der Denkmalschutzbehörde.

## Bodendenkmäler der Stadt Thannhausen

### Bodendenkmäler in der Gemarkung Burg
| Lage                                  | Objekt                                                                                                  | Akten-Nr.     | Bild           |
| ------------------------------------- | --- | ------------- | -------------- |
| Burg (Standort)                       | Mittelalterlicher Burgstall. Siehe auch: Mittelalter, Burgstall                                         | D-7-7728-0044 |                |
| Burg Heilig-Kreuz-Straße 1 (Standort) | Mittelalterliche Vorgängerbauten der Katholischen Pfarrkirche Hl. Kreuz. Siehe auch: Burg (Thannhausen) | D-7-7728-0081 | weitere Bilder |

### Bodendenkmäler in der Gemarkung Thannhausen
| Lage                                                  | Objekt | Akten-Nr.     | Bild           |
| ----------------------------------------------------- | --- | ------------- | -------------- |
| Thannhausen Im Hasengrund 2 (Standort)                | Frühneuzeitliche Befunde im Bereich der Katholischen Kapelle St. Leonhard.                                                   | D-7-7728-0082 |                |
| Thannhausen Bahnhofstraße 19 (Standort)               | Frühneuzeitliche Befunde im Bereich der Katholischen Stadionkapelle St. Simon und Judas in Thannhausen (ehemalige Synagoge). | D-7-7728-0083 | weitere Bilder |
| Thannhausen Christoph-von-Schmid-Straße 11 (Standort) | Mittelalterliche und frühneuzeitliche Befunde im Bereich der Katholischen Pfarrkirche Mariae Himmelfahrt.                    | D-7-7728-0084 | weitere Bilder |
| (Standort)                                            | Burgstall des Mittelalters.                                                                                                  | D-7-7728-0095 |                |